# Pınar Soykan
Pınar Soykan (n. 24 aprilie 1980, Gölcük⁠(d), Kocaeli, Turcia) este o cântăreață turcă.

## Carieră
A studiat la Kocaeli până în 1999. În urma cutremurului din Izmit din 1999, și-a găsit primul loc de muncă ca profesoară. În 2004, s-a mutat la Istanbul și a participat la concursul de frumusețe Best Model of Turkey, unde s-a clasat pe locul 16. După ce a primit lecții de muzică de la Fatih Ertür, a lansat primul ei EP, Kına. În 2014, primul ei album de studio, Buğulu Gözler, a fost lansat de Doğan Music Company și conținea elemente atât de muzică pop, cât și de muzică fantezi. Yıldız Tilbe și Orhan Ölmez s-au numărat printre compozitorii ale căror lucrări au apărut pe album.

## Discografie
- Buğulu Gözler (2014)